# Art de coltelleria

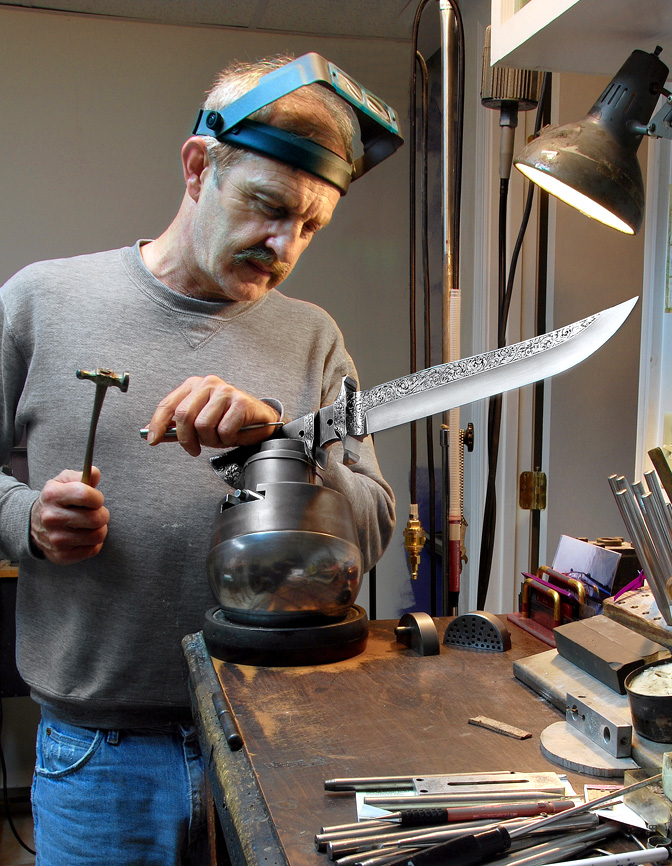
Jere Davidson gravant un ganivet

L'art de coltelleria o art de ganiveteria és el que s'utilitza per a fabricar ganivets mitjançant un procés específic o una combinació de processos com: eliminació de material, forjat a la forma, laminació soldada o motlle d'inversió. Els metalls típics utilitzats provenen de les famílies d'acer al carboni, d'acer d'eina, o famílies d'acer inoxidable. Històricament, els ganivets primitius es van fer d'una àmplia varietat de materials: bronze, coure, llautó, ferro, obsidiana, o sílex.

## Materials per a les fulles
Els diferents acers són adequats per a diferents aplicacions. Hi ha una compensació entre duresa, duresa, retenció de vores, resistència a la corrosió i nitidesa assolible. Alguns exemples de material de fulla i els seus intercanvis relatius:
- Els acers fets per pulverimetal·lúrgia més moderns poden ser molt durs, però també poden desgastar ràpidament els abrasius i les eines

- Una fulla feta d'acer baix en carboni o acer dolç seria barata de produir i de mala qualitat. Una fulla baixa en carboni seria molt difícil de trencar, però es doblaria fàcilment i seria massa suau per aguantar el tall. L'alt contingut de carboni (o alt aliatge) pot agafar una duresa molt més gran però s'ha de temperar amb molta cura després del tractament tèrmic per tal d'evitar la fragilitat, en una operació que es coneix com a "reveniment" ("revingut").

També es poden emprar materials inusuals no metàl·lics; les tècniques de fabricació dels quals són bastant diferents de les del metall:
- L'obsidiana de vidre volcànic natural pot aconseguir una vora d'una finesa gairebé molecular (alta nitidesa assolible) i només requereix tecnologia de l'edat de pedra per treballar-la,[2]però és tan trencadissa que no pot mantenir el tall durant gaire temps. A més a més, la fulla és molt fàcil de trencar per accident. L'obsidiana s'usa per fer escalpels quirúrgics extremadament aguts.[3]
- Els ganivets ceràmics mantenen el seu tall durant molt temps, però són fràgils.

## Procés de fabricació de la fulla

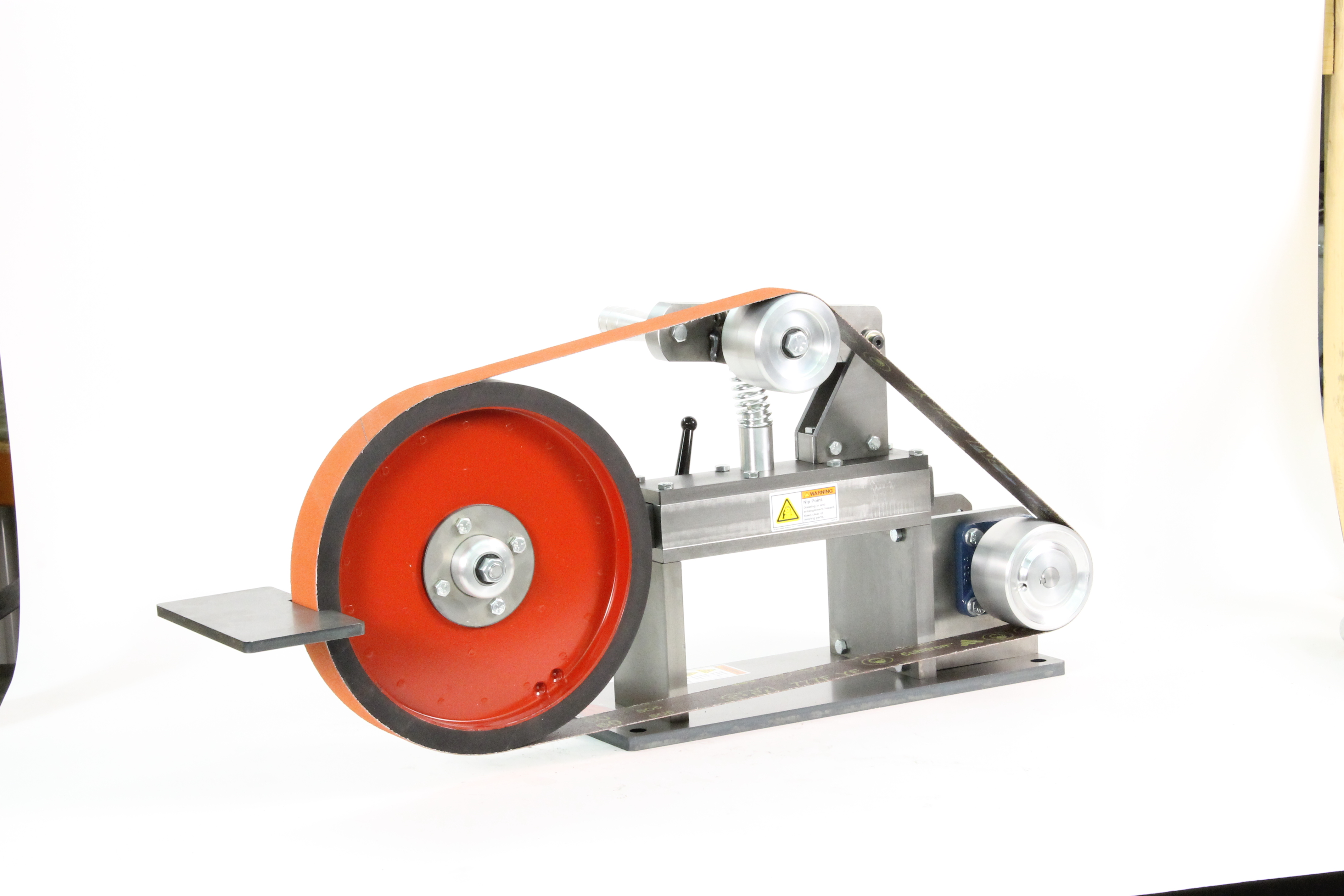
Esmoladora de cinta per a la fabricació de ganivets.

### Forjat Inicial
La forma inicial d'una fulla de ganivet s'obté mitjançant la forja.
Durant la forja, el material de la fulla s'escalfa a una alta temperatura alta i es modela amb un martell sobre una enclusa per aconseguir la forma desitjada, sovint fins a la seva dimensió quasi final, on cal molt poca eliminació de material. L'acer es pot plegar per formar acer soldat amb un patró decoratiu o per refinar l'acer brut, com el procés japonés, tamahagane. Cal mantenir al mínim la mida del gra, atès que el creixement del gra pot ocórrer amb molta facilitat si el material de la fulla es sobreescalfa.

### Estampació o encunyació
En un entorn de producció en massa, en una fàbrica ben equipada, es solen utilitzar processos d'estampació o encunyació per obtenir "fulles estampades", mitjançant diferents mètodes, que depenen del gruix de les planxes de l'acer a tallar i del contingut de l'aliatge d'aquest acer: Si tenen una secció transversal prima, les peces de les fulles es poden estampar "en brut" a partir de les planxes del material d'aliatge. Per als materials que són difícils de treballar o pels treballs que requereixen un major volum de producció es poden emprar talladors de raig d'aigua, de raig làser o la tècnica de tall per feix d'electrons. Aquests dos darrers sistemes s'utilitzen en fàbriques grans especialitzades. Alguns fabricants de fulles personalitzades tallen les seves peces d'acer amb una serra de cinta de tallar metall.
Els fabricants de ganivets de vegades contracten a una ffábrica externa amb les capacitats anteriors per fer l'estampació. Per als fabricants de més baixa producció, o de pressupostos més baixos, poden ser suficients els altres mètodes clàssics. Els fabricants de ganivets solen utilitzar moltes eines diferents per crear un perfil en blanc, com poden ser: cissalles, llimes, esmoladores de rodes, esmoladores de cinta, bufadors d'oxiacetilé, freses CNC o qualsevol altre mètode segons el pressupost.

### Esmolat

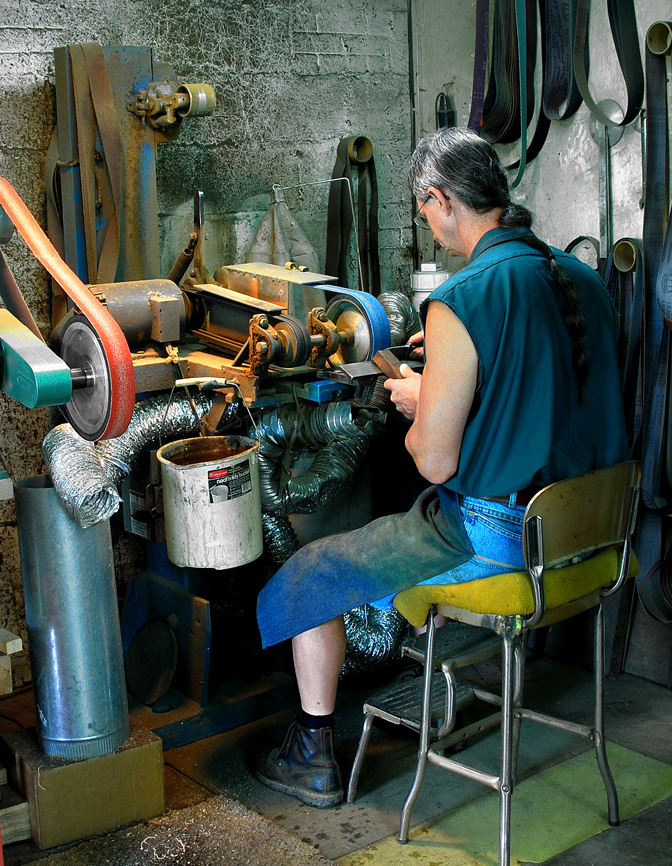
Edmund Davidson esmolant una fulla

Si la peça d'acer encara no s'ha endurit i no hi ha cap equip de motoritzat disponible, es pot emprar una pedra d'esmolar. Les moles abrasives, o les fregadores petites de cinta, solen ser el que fa servir un amateur. Els fabricants ben equipats normalment fan servir una mola de cinta industrial gran, o una mola de corretja feta específicament per a la fabricació de ganivets. El tractament previ al polit en una fulla tractada tèrmicament es pot fer si la fulla es manté freda, per preservar el tremp de l'acer. Alguns fabricants de ganivets utilitzen una boirina de refrigerant per aconseguir-ho.

### Tractament tèrmic
Mètodes de tractament tèrmic: forn atmosfèric, sal fosa, forn de buit, forja de carbó (coc), bufador oxiacetilènic. El refredament després del tractament tèrmic difereix segons el tipus de metall i les preferències personals. El refredament es pot fer amb oli, sèu animal, aigua, aire o salmorra.

### Acabat de la fulla
La qualitat d'acabat de la fulla està determinada per la sorra de la rutina d'acabat. Aquests poden variar des d'un acabat de gra 280-320 de baix brillantor fins a una lluentor de mirall. La brillantor alta brillantor es pot aconseguir polint amb òxid de crom (per exemple, crom blanc, crom verd), fregant a mà amb paper abrasiu humit o sec extremadament fi, o amb una pedra d'aigua japonesa, que té un pes aproximat de 10.000 -12,000. La majoria dels ganivets fabricats d'alta qualitat tenen un acabat de gra 800.

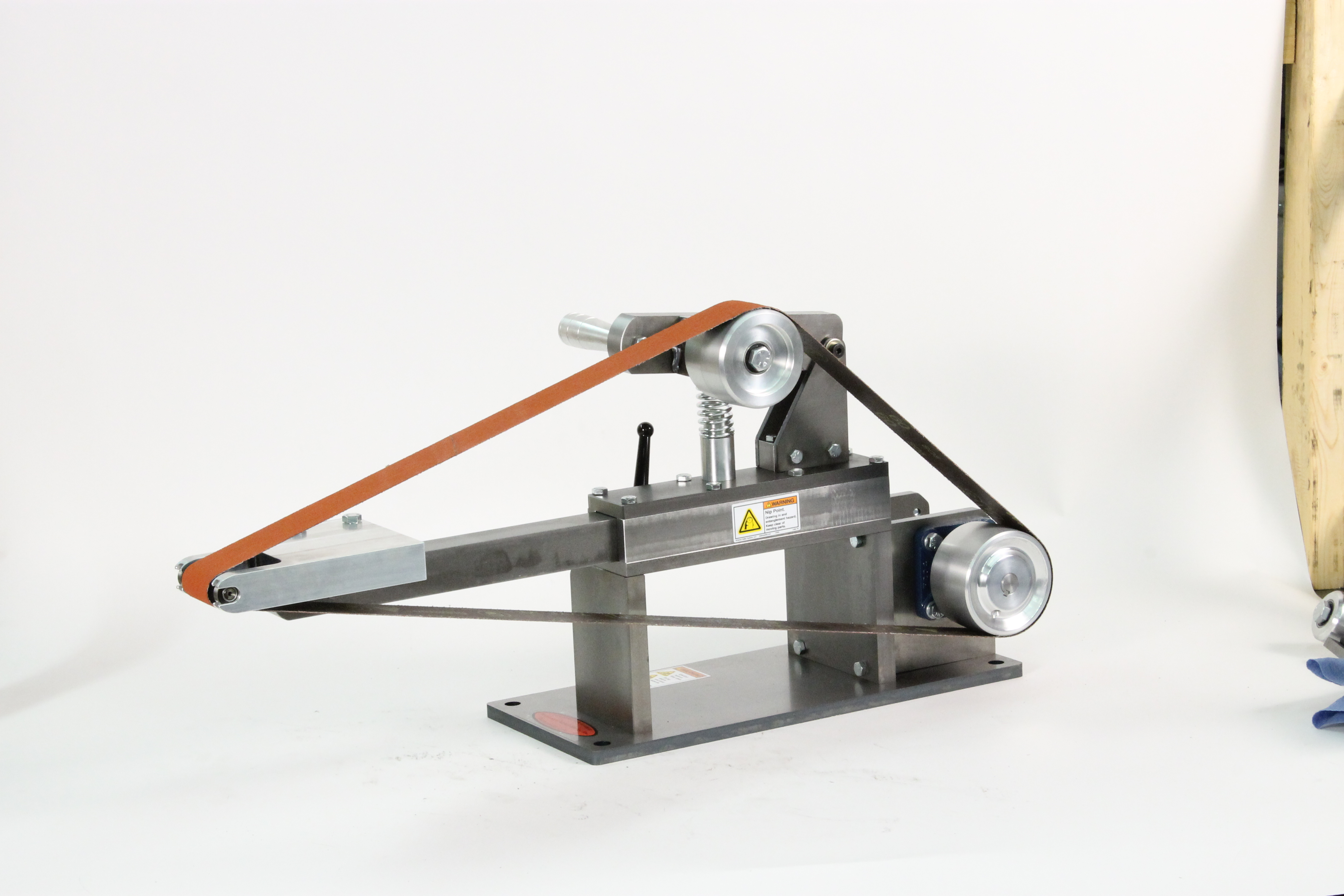
Accessori de rodes petites utilitzades en la fabricació de mànecs per a ganivets.

## Fabricació del mànec
La fabricació del mànec es pot fer de diferents maneres, depenent de l'espiga de la fulla. Les navalles d'espiga completa generalment tenen les galtes del mànec ja sigui clavades, reblades o caragolades a la fulla mateixa, mentre que les navalles sense espiga completa es poden inserir en un mànec sòlid i després es poden subjectar segons un dels mètodes establerts anteriorment. Els materials dels mànecs poden variar des de materials naturals, com fusta o banya d'ant, fins a materials fets per l'home, com llautó, plàstic, polímer, etc. Un esmolador de fulles pot tenir accessoris addicionals per a fabricar mànecs de fulles, com rodes de contacte de petit diàmetre.